# Nina Snaith
Nina Claire Snaith (1974) é uma matemática britânica, professora da Universidade de Bristol, que trabalha com matriz aleatória e caos quântico.

## Formação
Estudou na Universidade de Bristol, onde obteve um PhD em 2000, orientada por Jonathan Keating.

## Carreira e pesquisa
Em 1998 ela e seu então orientador Jonathan Keating conjecturaram um valor para o coeficiente principal das assintóticas dos momentos da função zeta de Riemann. O valor estimado de Keating e Snaith para a constante foi baseado na teoria de matrizes aleatórias, seguindo uma tendência que começou com a conjectura de correlação de pares de Hugh Montgomery. O trabalho de Keating e Snaith estendeu os trabalhos de Brian Conrey, Ghosh e Gonek, também conjecturais, baseados na heurística da teoria dos números; Conrey, Farmer, Keating, Rubinstein e Snaith mais tarde conjecturaram os termos inferiores na assintótica dos momentos. O trabalho de Snaith apareceu em sua tese de doutorado Random Matrix Theory and zeta functions.

### Prêmios e honrarias
Em 2008 recebeu o Prêmio Whitehead da London Mathematical Society.
Apresentou a Hanna Neuman Lecture de 2014 para homenagear as conquistas das mulheres na matemática.

## Vida privada
Nina Snaith é filha do matemático Victor Snaith e irmã do matemático e músico Caribou.